# Myshkinsky (huyện)
Huyện Myshkinsky (tiếng Nga: ? райо́н) là một huyện hành chính tự quản (raion), của Tỉnh Yaroslavl, Nga. Huyện có diện tích 1111 km², dân số thời điểm ngày 1 tháng 1 năm 2000 là 12500 người. Trung tâm của huyện đóng ở Myshkin.